# Hai Tien (Schiff)
Die Hai Tien (海天,  Hǎitiān) war ein Geschützter Kreuzer der Hai-Chi-Klasse der Flotte des Kaiserreich China, der von 1899 bis 1904 in Dienst stand.

## Bau
Die spätere Hai Tien wurde am 16. Februar 1897 von Armstrong, Mitchell and Company auf ihrer Werft in Elswick mit der Baunummer 668 auf Kiel gelegt. Der Stapellauf erfolgte am 27. November 1897 und die Übergabe an die Chinesen am 28. März 1899, noch vor ihrem Schwesterschiff.
Bei ihren Abnahmetests erreichte die Hai Tien 22,64 kn und mit künstlichem Zug sogar 24,215 kn. Sie war damit der schnellste bis dahin gebaute Elswick-Kreuzer. Das Typschiff der 396 ft.-Kreuzer, die Buenos Aires, hatte im 12-h-Test sogar 23,2 kn erreicht, allerdings keine Geschwindigkeittests mit künstlichem Zug durchgeführt. Die größten Kreuzer vom Typ Elswick waren damit auch die schnellsten dieses Grundtyps.

## Einsatzgeschichte

Die aufgelaufene Hai Tien

Während des Boxeraufstandes griff die Hai Tien, wie ihr Schwesterschiff Hai Chi nicht aktiv in das Geschehen ein. Sie lag beim Eingreifen der internationalen Verbände in Taku. Von den internationalen Flotte umgeben, musste der Kreuzer den Ausbau wichtiger Teile erdulden, durch den er nicht mehr einsatzfähig war. Erst nach der Unterzeichnung des Boxerprotokolls im September 1901 gelangte die chinesische Regierung wieder in den Besitz des Kreuzers.
Am 25. April 1904 lief der Kreuzer bei Eagle Point auf dem Jangtsekiang, 60 Meilen vor Schanghai, auf Grund und wurde zum Totalverlust. Es gelang nicht, das Schiff abzubringen, nur Teile der Bewaffnung konnten geborgen werden.

## Bemerkungen
1. ↑  Der Namen des chinesischen Schiffes ist in der zu seiner Dienstzeit und in der Literatur üblichen Wade-Giles-Umschrift angegeben, ergänzt um die heute übliche Pinyin-Umschrift.